# Hans Christian Andersen (film, 1952)
A Hans Christian Andersen egész estés amerikai film, amelynek története a híres dán író, Andersen meseírói korszakát meséli el. A forgatókönyvet Moss Hart és Ben Hecht írta, Charles Vidor rendezte, a zenéjét Walter Scharf szerezte, a producere Samuel Goldwyn, a főszerepben Danny Kaye látható. A Samuel Goldwyn Productions készítette, a RKO Radio Pictures forgalmazta.
Amerikában 1952. november 19-én mutatták be. New York-i premierje 1952. november 25-én volt. Franciaországban 1953. augusztus 14-én vetítették le. Magyarországon 2012-ben adták le a Duna TV-n.

## Szereplők
| Szereplő                | Színész        | Magyar hang       | Leírás |
| ----------------------- | -------------- | ----------------- | ------ |
| Hans Christian Andersen | Danny Kaye     | Fekete Ernő Tibor |        |
| Doro                    | Zizi Jeanmaire | Solecki Janka     |        |
| Niels                   | Farley Granger | Csőre Gábor       |        |
| Peter                   | Joseph Walsh   | Penke Bence       |        |